# Jamnicze

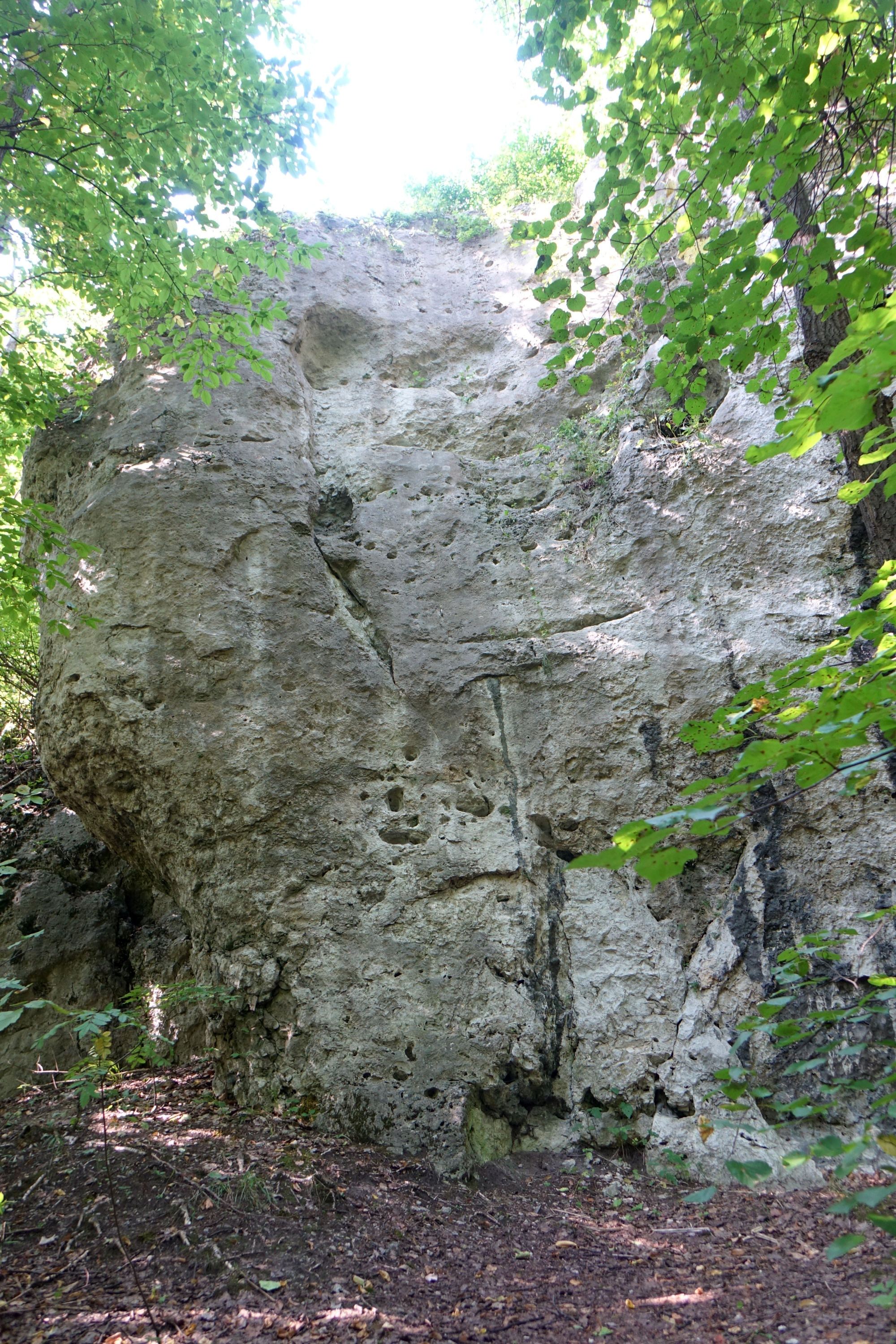

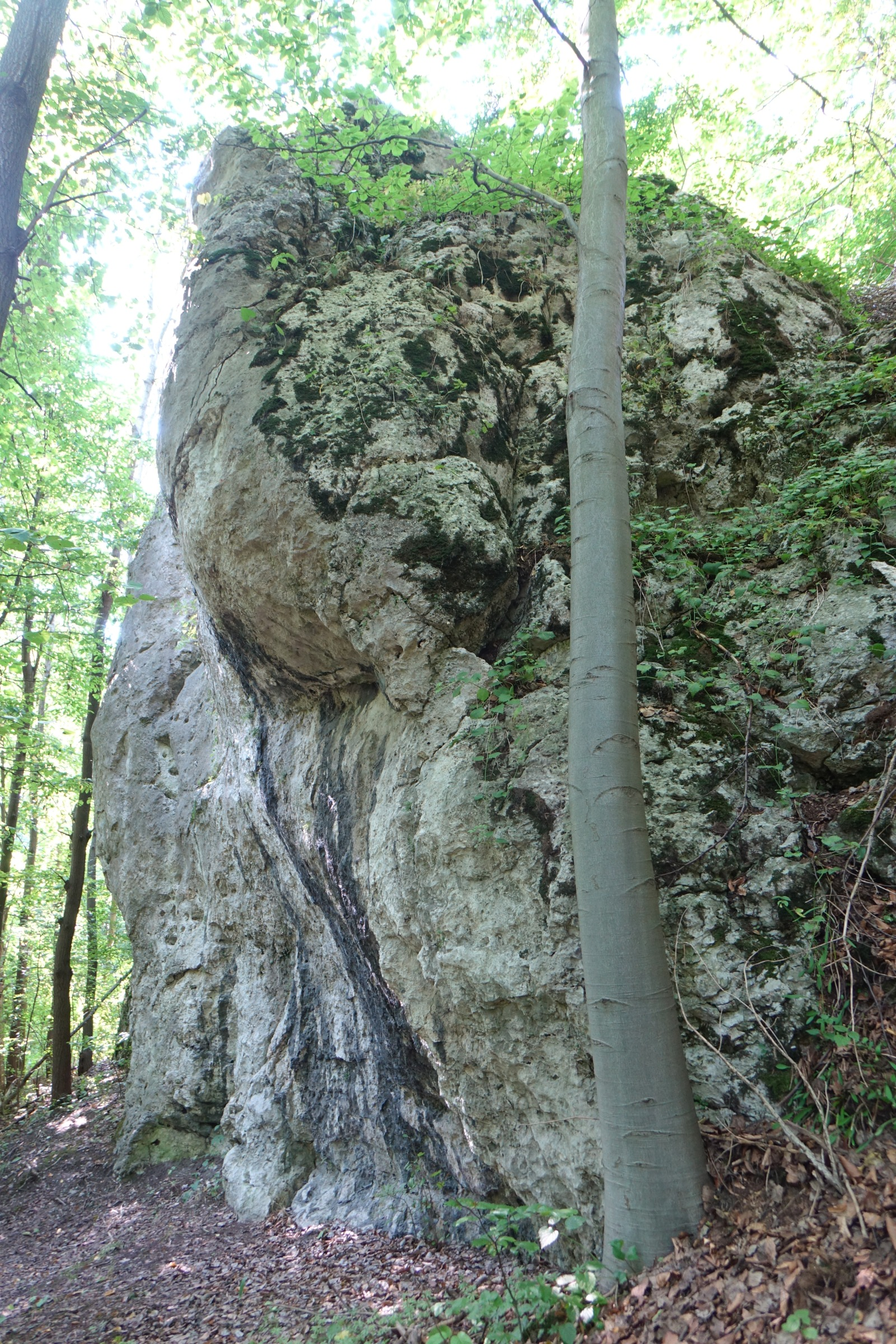

Jamnicze, Jamnicze Skały – skały znajdujące się w lesie we wsi Piaseczno, w województwie śląskim, w powiecie zawierciańskim, w gminie Kroczyce. Zbudowane z wapienia skały znajdują się w odległości około 100 m na północ od skały Cydzownik. Obydwie te skały znajdują się przy czerwono znakowanym Szlaku Orlich Gniazd. Cydzownik znajduje się na polanie tuż przy szlaku i jest z niego dobrze widoczny, Jamnicze znajdują się w lesie, w odległości kilkadziesiąt metrów na wschód od szlaku i mogą być z niego niewidoczne. Od drogi Skarżyce – Piaseczno dzieli je odległość około 900 m.

## Drogi wspinaczkowe
Skały mają ściany o wysokości 10–17 m, połogie i pionowe z filarem, kominem i zacięciem. Jest na nich 12 dróg wspinaczkowych o trudności od V do VI.2 w skali Kurtyki. Na kilku zamontowano ringi (r) i stanowiska zjazdowe (st) lub ringi zjazdowe (rz), na większości dróg wspinaczka tradycyjna. Długość dróg wspinaczkowych do 18 m. Popularność Jamniczych skał wśród wspinaczy jest niewielka.
Jamnicze I
1. Ściana alkoholików; VI.1/1+, 18 m
2. Rysa alkoholików; 6r + rz, VI, 18 m
3. Prawa rysa alkoholików; 4r + rz, VI, 18 m

Jamnicze II
1. Kant Jamniczej; 4r, VI+, 18 m
2. Środek Jamniczej; 6r + st, VI.1, 18 m
3. Ząb rekina; 5r + rz, VI.1, 18 m
4. Dulfer; VI.1, 18 m
5. Środek; VI+, 15 m
6. Bez nazwy; 1r, VI.2, 15 m
7. Z ryski do ryski; VI+, 15 m
8. Rysa między basztami; V, 15 m
9. Pęknięcie; V+, 15 m[2].